# فیصل بن عماره
فیصل بن عماره (انگلیسی: Faycal Ben Amara؛ زادهٔ ۴ فوریهٔ ۱۹۷۰) بازیکن والیبال اهل تونس بود.